# Луций Аниций Гал
Луций Аниций Гал (на латински: Lucius Anicius Gallus) e политик на Римската република през 2 век пр.н.е.
Произлиза от фамилията Аниции от Пренесте, която остава до 6 век една от водещите фамилии на град Рим.
Като homo novus той е претор peregrinus. От 168 пр.н.е. е легат на Луций Емилий Павел Македоник през Третата македонска война в Илирия против цар Генций, съюзник на македонския цар Персей. Успява за 30 дена да го притисне в Шкодра и да приключи войната. С промагистрат (prorogiertem) imperium той управлява следващата година Епир и организира положението в Илирия заедно с петчленна комисия на сената. След това празнува триумф.
През 160 пр.н.е. е избран за консул заедно с Марк Корнелий Цетег.
Аниций е през 154 пр.н.е. в десетчленна комисия, която се занимава с проблемите между царете Прусий II от Витиня и Атал II от Пергамон.